# Ténèbres (film)
Pour plus de détails, voir Fiche technique et Distribution.
Ténèbres (Tenebre) est un giallo italien sorti en 1982. Écrit et réalisé par Dario Argento, il met en scène Anthony Franciosa, Daria Nicolodi, et Giuliano Gemma. Après une période dans le registre du fantastique avec les films Suspiria en 1977 et Inferno en 1980, Ténèbres marque un retour d'Argento au film de tueur en série. Le film raconte l'histoire d'un écrivain américain faisant la promotion de son dernier roman policier à Rome, et se trouvant confronté à un assassin qui s'inspire de son œuvre littéraire pour concrétiser ses pulsions meurtrières.

## Synopsis
Peter Neal est un écrivain américain célèbre en Europe pour ses romans policiers. Accompagné de son agent littéraire Bullmer (Saxon) et de son assistante avec qui il entretient une liaison, il se rend en Italie à l'occasion de la sortie de son nouveau best-seller, Tenebrae, afin d'en faire la promotion. Il ignore qu'il est suivi dans son voyage par son ex-femme (Veronica Lario). Un peu avant l'arrivée de l'écrivain à Rome, une jeune femme (Ania Pieroni) est violemment assassinée à coup de rasoir par un tueur non identifié. Le meurtrier trouve l'inspiration de ses pulsions meurtrières dans les romans de l'écrivain, puisqu'il enfonce une page de Tenebrae dans la bouche de ses victimes. Peter Neal informe la police, qui place l'inspecteur Giermani (Giuliano Gemma) et sa partenaire l'inspecteur Altieri (Carola Stagnaro) chargée de l'affaire.
La série de meurtres ne fait que commencer. Tilde (Mirella D'Angelo), une journaliste est assassinée à son domicile en compagnie de sa petite amie. Plus tard, Maria (Lara Wendel), la fille du propriétaire de Neal, est tuée de manière sanglante à la hache, après être tombée malgré elle dans l'antre du tueur. Neal remarque que le journaliste de télévision Christiano Berti (John Steiner) semble porter un intérêt anormalement démesuré au travail du romancier. À la nuit tombée, Neal et son second assistant Gianni (Christian Borromeo) partent surveiller le domicile de Berti, afin de traquer d'éventuelles activités suspectes. Neal décide de ne pas rester au même endroit que Gianni afin de mieux cerner les lieux. Seul, Gianni assiste avec horreur à l'assassinat à coups de hache de Berti, sans pouvoir distinguer le visage du meurtrier. Gianni trouve Neal assommé sur la pelouse, victime d'une attaque par derrière.
L'enquête de Giermani révèle que Berti était bizarrement obsédé par les romans de Neal et, étant donné sa mort, on pense que les meurtres vont cesser. Mais Bullmer, qui sort avec Jane, est poignardé à mort sur une place alors qu'il attend sa petite amie. Par ailleurs, Gianni est hanté par l'impression qu'il a dû, au moment du meurtre du journaliste, voir un détail important dont il ne se souvient pas. Il retourne au domicile de Berti et la mémoire lui revient : il a entendu Berti avouer à son assassin "Je les ai tous tués, je les ai tous tués !". Gianni n'aura pas l'occasion de relater ce fait à quiconque : il est attaqué et étranglé, depuis la banquette arrière de sa voiture.
Jane est assise à sa table de cuisine quand un individu muni d'une hache surgit par la fenêtre, et se jette sur elle pour lui taillader le bras. Elle perd des flots de sang qui jaillissent sur les murs de la cuisine, avant de tomber au sol tandis que le tueur l'achève à coups de hache.

## Fiche technique
- Titre original : Tenebre
- Titre français : Ténèbres
- Réalisateur : Dario Argento, assisté de Lamberto Bava et Michele Soavi
- Scénario : Dario Argento
- Photographie : Luciano Tovoli
- Montage : Franco Fraticelli
- Musique : Claudio Simonetti, Fabio Pignatelli (it), Massimo Morante
- Effets spéciaux : Giovanni Corridori (it)
- Décors : Giuseppe Bassan
- Costumes : Pierangelo Cicoletti
- Maquillage : Pier Antonio Mecacci (it)
- Production : Claudio Argento
- Société de production : Sigma Cinematografica
- Pays de production :  Italie
- Langue originale : Italien
- Format : Couleurs par Technicolor - 1.85:1 - Son mono - 35mm
- Durée : 101 minutes
- Genre : Giallo
- Dates de sortie : 
  - Italie : 28 octobre 1982
  - France : 27 avril 1983
- Classification :
  - France : interdit aux moins de 18 ans lors de sa sortie en salles (désormais interdit aux moins de 12 ans à la suite de la nouvelle classification du 3 juillet 2019)[1]

## Distribution
- Anthony Franciosa (VF : Marc Cassot) : Peter Neal
- Daria Nicolodi (VF : Frédérique Tirmont) : Anne
- Giuliano Gemma (VF : Hervé Bellon) : inspecteur Germani
- Veronica Lario (VF : Anne Kerylen) : Jane McKerrow, l'ex femme de Peter Neal
- Carola Stagnaro (VF : Marion Loran) : inspecteur Altieri
- John Saxon (VF : Jean Roche) : Bullmer
- Christian Borromeo (VF : Vincent Ropion) : Gianni
- Mirella D'Angelo (VF : Céline Monsarrat) : Tilde
- Ania Pieroni (VF : Maïk Darah) : Elsa Manni
- Eva Robin's : la jeune femme de la plage
- John Steiner (VF : Jean-Pierre Leroux) : Christiano Berti
- Lara Wendel (VF : Olivia Dutron) : Maria Alboretto
- Lamberto Bava (VF : Georges Berthomieu) : le réparateur de l'ascenseur
- Michele Soavi : petit ami de Maria, garçon sur la plage
- Fulvio Mingozzi (VF : Henri Labussière) : Alboretto, le porteur
- Isabella Amadeo : la secrétaire de Bullmer
- Mirella Banti (it) : Marion
- Dario Argento : narrateur

## Production

### Genèse et développement

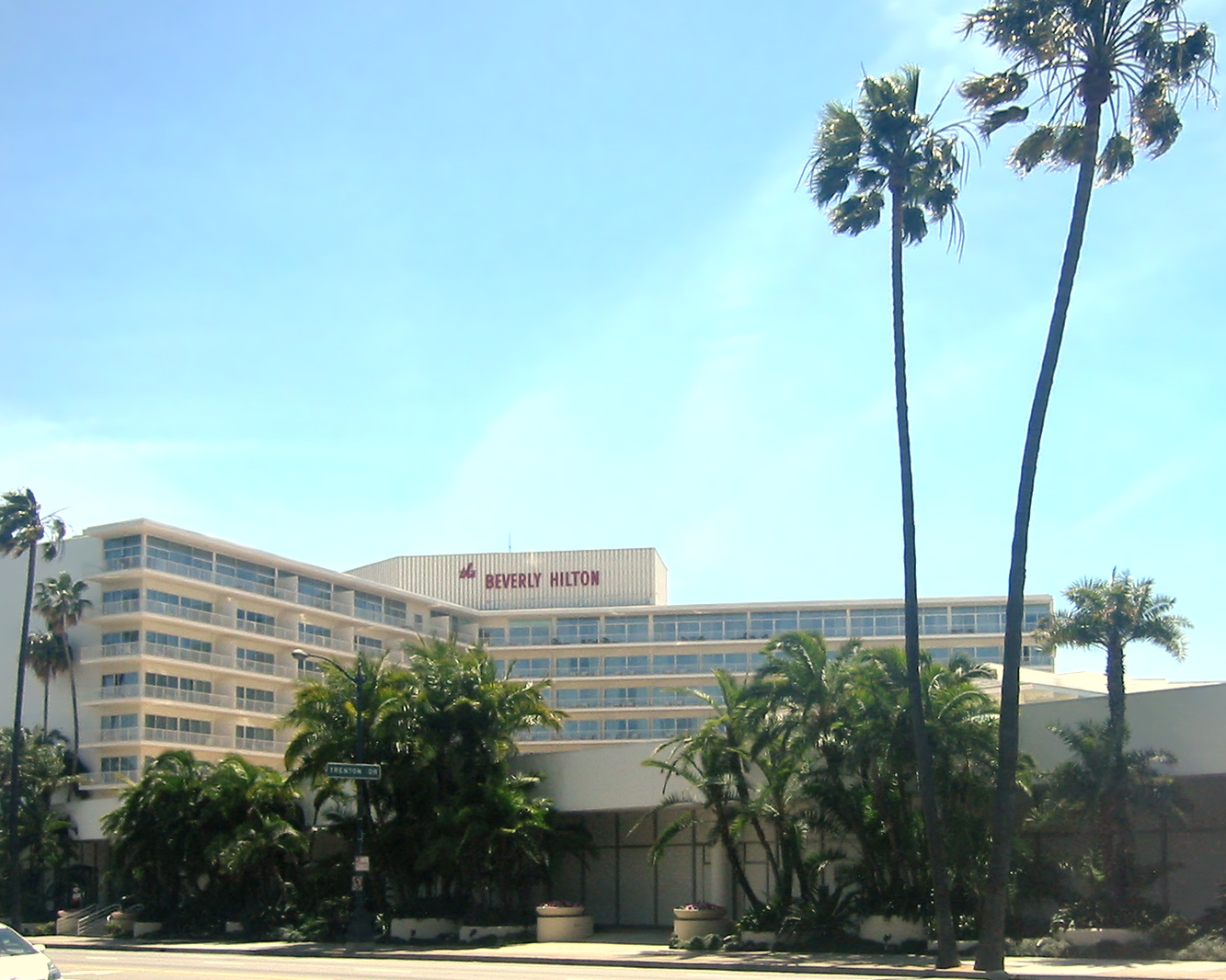
Argento séjournait au Beverly Hilton de Los Angeles lorsque l'hôtel est le théâtre d'une fusillade. Le réalisateur dit s'être inspiré de cet incident pour le film.

Après avoir terminé Inferno (1980), le deuxième volet de sa trilogie des Trois Mères, une série de films d'horreur surnaturels, Argento devait passer directement à la production du dernier volet. Le premier volet de la trilogie, Suspiria (1977), avait fait du réalisateur ce qu'Alan Jones a appelé « une grande vedette de l'épouvante », mais Inferno s'était révélé être une suite difficile. Argento est tombé malade pendant l'écriture du film, et sa mauvaise santé s'est poursuivie pendant le tournage. De plus, la relation d'Argento avec la 20th Century Fox, coproductrice d'Inferno, avait rendu le réalisateur réfractaire à la « politique hollywoodienne ». Ce qui fait que lorsqu'Inferno reçoit un mauvais accueil public à sa sortie, Argento met la Trilogie des trois mères en veilleuse. Argento a déclaré par la suite qu'il voulait « mettre sur pellicule un tour de piste sanglant plein de meurtres rageurs et déchaînés » et qu'il « ne voulait plus résister à ce que [son] public inconditionnel attendait de lui ». Il a ajouté qu'il était également devenu irrité par le fait que, depuis son dernier giallo, tant d'autres réalisateurs avaient fait des films dérivés de — et inférieurs à — ses propres œuvres qui avaient défini le genre.
Argento a révélé que la genèse de Ténèbres a été influencée par deux incidents désagréables qui lui sont arrivés en 1980 lors de ses vacances qu'il a prise à Los Angeles après le succès surprise de Suspiria. Un admirateur au comportement obsessionnel lui a téléphoné à plusieurs reprises pour lui parler de l'influence de Suspiria sur lui. Selon Argento, les appels ont commencé de manière assez agréable, mais sont devenus rapidement plus insistants, voire menaçants. Cet admirateur lui a confié qu'il voulait « faire du mal à Argento d'une manière qui reflète à quel point l'œuvre du réalisateur l'avait affecté », et que parce que le réalisateur avait « gâché sa vie », il voulait à son tour gâcher celle d'Argento. Bien qu'aucune violence n'ait résulté de la menace, Argento a déclaré qu'il avait trouvé l'expérience terrifiante et qu'il se sentait incapable d'écrire. Cependant, après quelques semaines, l'admirateur a retrouvé Argento et a repris ses appels, proférant de nouvelles menaces. Le réalisateur a décidé de rentrer en Italie. Argento a estimé que la surenchère de menaces de cet admirateur était « symptomatique de cette ville des rêves brisés » avec ses « harceleurs de célébrités et ses crimes insensés ». Le deuxième incident s'est produit pendant le séjour d'Argento à l'hôtel Beverly Hilton, au cours duquel un touriste japonais est abattu dans le vestibule de l'hôtel. Après avoir entendu parler d'une fusillade en voiture devant un cinéma local, Argento a réfléchi à l'absurdité de ces meurtres : « Tuer pour rien, c'est la véritable horreur d'aujourd'hui... quand ce geste n'a aucune signification, c'est complètement répugnant, et c'est le genre d'atmosphère que je voulais transmettre dans Ténèbres ».

### Attribution des rôles

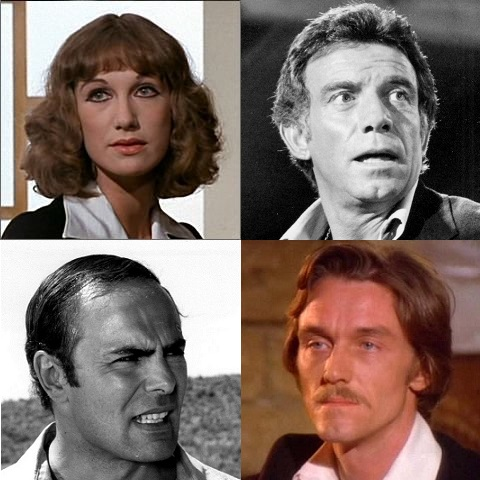
Daria Nicolodi avec les acteurs anglo-saxons du film, en haut Anthony Franciosa, en bas à gauche John Saxon et en bas à droite John Steiner.

Argento aurait proposé le rôle principal de Peter Neal à Christopher Walken, mais c'est finalement Anthony Franciosa qui l'a obtenu. Le critique Kim Newman estime que l'embauche de Franciosa était bien avisée, car il était capable d'apporter plus au rôle que ce que le scénario demandait de lui. Il juge également que si Walken avait été choisi, il aurait été plus évident pour le spectateur que c'était lui le tueur. Selon Jones et Daria Nicolodi, la relation entre Franciosa et Argento était houleuse,. De plus, Nicolodi et Argento avaient à l'époque une relation amoureuse agitée, puisque Nicolodi reprochait notamment à Argento de ne pas lui avoir attribué la paternité d'une partie du scénario de Suspiria. Nicolodi n'a donc au départ accepté de ne faire qu'une brève apparition dans Ténèbres. De son propre aveu, elle avait demandé à l'origine le petit rôle de Jane McKerrow - qui a finalement été attribué à Veronica Lario. Selon Alan Jones, Nicolodi avait été choisie pour jouer le rôle de la femme sur la plage dans le souvenir de Neal. À l'inverse, Thomas Rostock affirme qu'on n'a jamais envisagé Nicolodi pour ce rôle, mais seulement pour celui de Jane. L'actrice transgenre Eva Robin's est engagée plus tard pour interpréter la femme sur la plage.
Lorsque l'actrice américaine qui avait été engagée pour jouer Anne s'est désistée à la dernière minute, Argento convainc Nicolodi d'accepter ce rôle plus important. Nicolodi trouvait qu'Anne avait une personnalité différente de la sienne, et préférait de loin les personnages qu'elle avait joués pour Argento auparavant, qui, selon elle, avaient beaucoup plus de personnalité qu'Anne. Elle ajoutait que le rôle nécessitait peu d'énergie ou d'imagination, mais appréciait la nouveauté de ne jouer ni le tueur ni la victime. Newman et Alan Jones conviennent que le rôle de Nicolodi a peu d'épaisseur. Newman ajoute que ce manque d'épaisseur s'appliquait à tous les Italiens du film, et que seuls les personnages américains avaient des personnalités perceptibles. Nicolodi a raconté plus tard que, bien que le tournage ait bien commencé, Argento est devenu jaloux quand il a remarqué qu'elle et Franciosa se rapprochaient l'un de l'autre en se parlant de leurs expériences théâtrales respectives et de leur intérêt commun pour le dramaturge Tennessee Williams. En conséquence, Argento aurait fait en sorte que les scènes où Nicolodi et Franciosa jouent ensemble soient un calvaire pour l'une et l'autre. La tension était à son comble lorsqu'Argento aurait crié à Franciosa : « laissez ma femme tranquille ! ». Nicolodi dit s'être défoulée de toute cette tension dans la dernière scène de son personnage dans le film, quand Anne se tient sous la pluie et hurle à plusieurs reprises alors qu'apparaît le générique de fin. On lui avait demandé de ne crier que très peu, mais sachant qu'il s'agissait de son dernier jour de tournage, Nicolodi a crié de toutes ses forces, à la grande surprise d'Argento et de l'équipe. Nicolodi dit de cette scène qu'elle était sa « libération cathartique de tout ce cauchemar ».

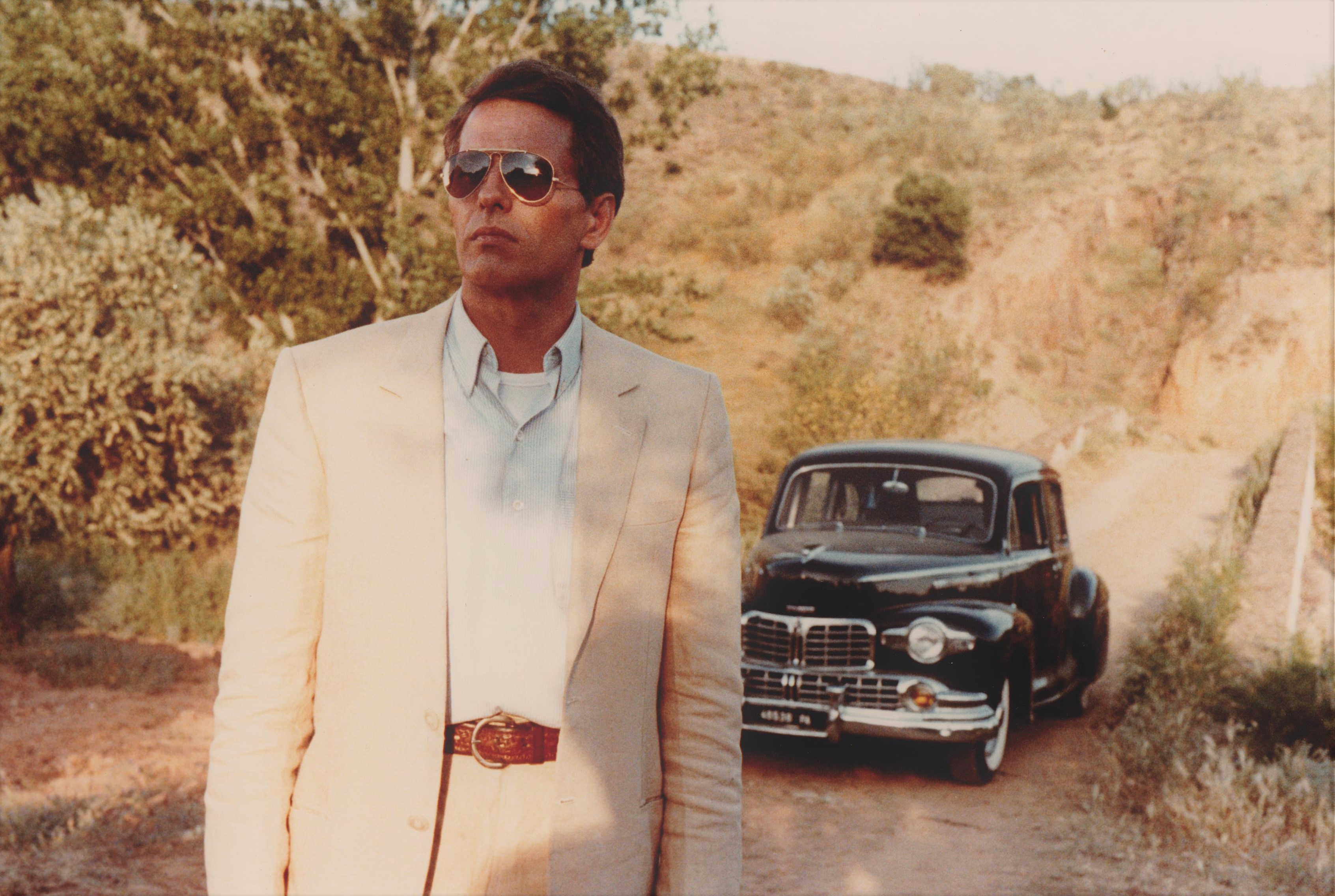
L'Italien Giuliano Gemma (ici en 1983 dans Le Cercle des passions) interprète l'inspecteur Germani.

Alors que le film suivant d'Argento, Phenomena, sera son premier film écrit et tourné en anglais, Tenebre est tourné en italien ; les acteurs utilisent leur langue maternelle, comme dans la plupart des films italiens de l'époque, et le doublage se fait a posteriori, y compris en italien. En version italienne, Daria Nicolodi se double elle-même alors que Giuliano Gemma est doublé par Pino Locchi (it). Quant aux acteurs anglo-saxons, Anthony Franciosa est doublé par Emilio Cappuccio (it), John Saxon par Carlo Sabatini, John Steiner par Carlo Valli (it). Dans la version anglaise, Anthony Franciosa, John Saxon et John Steiner se doublent eux-mêmes, mais la voix de Nicolodi a été doublée par Theresa Russell, celle de Giuliano Gemma par David Graham, et la plupart des voix féminines par Adrienne Posta.
Michele Soavi — collaborateur fréquent d'Argento, deuxième assistant réalisateur sur Ténèbres et plus tard réalisateur reconnu à part entière — a joué aux côtés de Robin dans le deuxième flash-back. Un autre collaborateur d'Argento, Fulvio Mingozzi, fait une apparition dans le rôle d'un portier d'hôtel. Comme dans plusieurs autres films du réalisateur, les mains gantées du tueur filmées en gros plans sont celles d'Argento. Dans la version italienne du film, Argento est également la voix off de la scène d'introduction qui lit le roman fictif de Neal, Tenebrae.

### Tournage

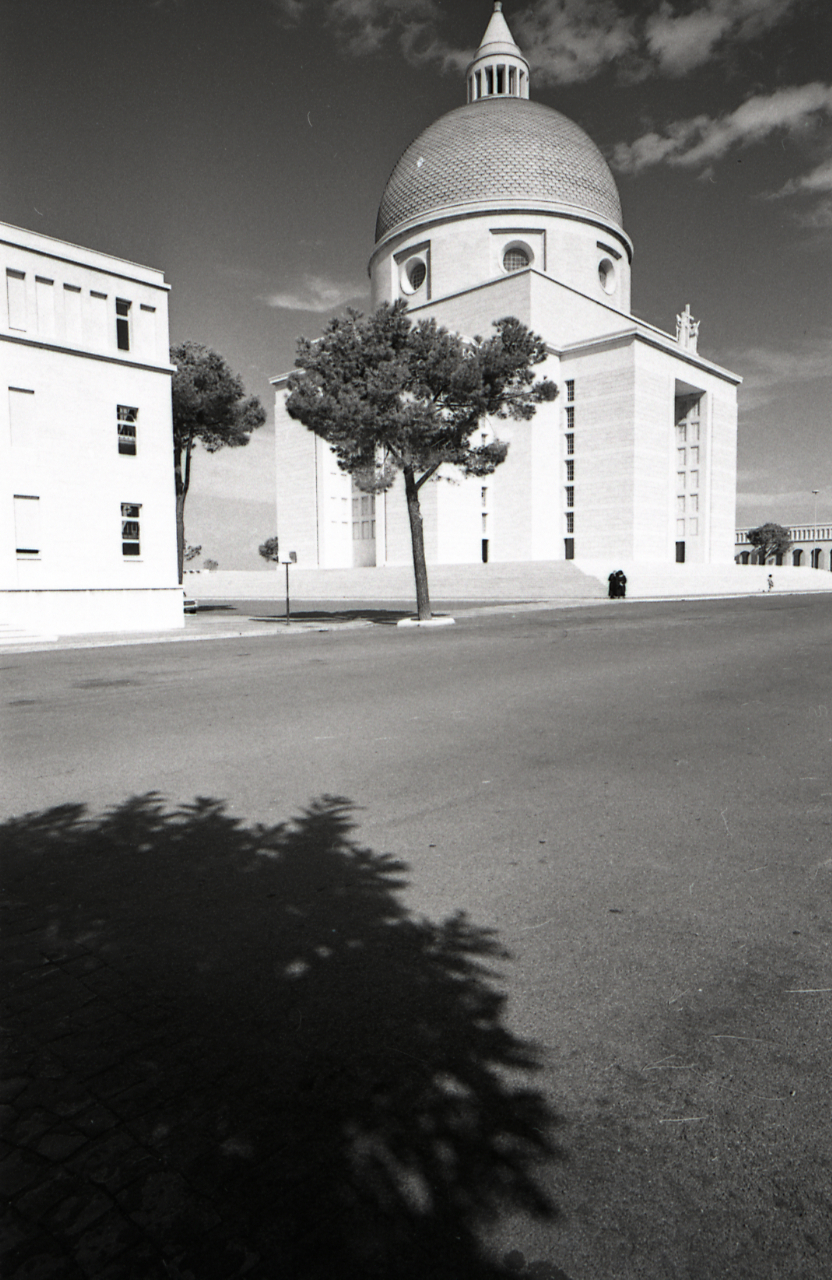
La basilique Saints-Pierre-et-Paul dans le quartier de l'EUR photographiée en 1967.

Le tournage a commencé le 3 mai 1982 et a duré dix semaines, principalement en extérieur à Rome. Kim Newman estime que la Rome de Ténèbres est  sensiblement différente de celle que l'on voit habituellement à la télévision et dans les films avec de nombreux monuments historiques. Newman et Alan Jones s'accordent à dire qu'il s'agit d'un choix délibéré de la part d'Argento, pour rompre avec la tendance dans ses films précédents d'ostensiblement mettre en scène l'Italie touristique. Argento lui-même a déclaré qu'il avait voulu montrer que l'Italie n'était pas seulement une pièce de musée ; Newman a déclaré que c'était une façon pour Argento de dire : « Rome est une ville vivante ». Les prises de vues de Ténèbres ont eu lieu dans le quartier d'affaires et résidentiel de l'EUR à Rome, et se trouvent à quelques pas d'un pâté de maisons où, onze ans plus tôt, Dario Argento avait filmé quelques extérieurs de Quatre mouches de velours gris. Les zones les plus repérables de l'EUR sont celles de Cesare Pavese, du Palasport et la Basilique Saints-Pierre-et-Paul. La première scène de flash-back a été tournée sur la plage de Capocotta, au sud de la ville, près d'Ostie. La scène de vol à l'étalage au début du film a été tournée dans le grand magasin La Rinascente, près de la Piazza Fiume. La mort de Bullmer sur une place publique a été tournée dans un centre commercial appelé « Le Terrazze », dans le quartier résidentiel de Casal Palocco à Rome. La scène dans laquelle la fille du propriétaire de Neal est tuée a été filmée devant la maison de l'architecte Sandro Petti, un ami d'Argento, puis en studio pour l'entrée initiale de la fille dans la maison et de nouveau dans la maison de Petti pour la confrontation avec le tueur. La scène du début du film où Neal monte à bord de son avion pour Rome a été filmée à l'aéroport international John-F.-Kennedy de New York.
Le chef décorateur du film est Giuseppe Bassan, un collaborateur fréquent d'Argento. Les décors ont un aspect décoloré, glacial, fait de façades en marbre et en pierre, de sculptures métalliques brillantes et ruisselantes d'eau, avec des surfaces en acier et en verre. Certaines des maisons - en particulier celles du couple de lesbiennes et du premier tueur - sont composées de dalles de granit « froides, austères, brutalistes », et de nombreux plans d'intérieur montrent des fonds blancs unis, sur lesquels les personnages portent des vêtements de couleur pâle. Il s'agit selon Newman d'un effet destiné à faire ressortir le rouge du sang une fois que la violence a commencé. Les scènes en studio ont été tournées aux studios Elios à Rome, contrairement aux précédents films d'Argento tournés dans la capitale italienne, qu'il avait tournés aux studios Incir De Paolis. Il n'a pas pu tourner à Incir De Paolis, car le réalisateur Michelangelo Antonioni, dont il est un grand admirateur, utilisait le studio pour tourner Identification d'une femme (1982) au même moment. L'élaboration des effets spéciaux de Ténèbres ont été supervisées par Giovanni Corridori, qui — avec son frère Tonino — avait un quasi-monopole sur les effets spéciaux dans l'industrie cinématographique italienne à l'époque. La scène dans laquelle Jane est assassinée à la hache après s'être fait sectionner le bras a été filmée environ huit fois. Argento n'était pas satisfait des prises qu'il avait obtenues, qui utilisaient une sorte de pompe à vélo pour pulvériser le faux sang de la « blessure » sur le mur blanc. Le réalisateur a donc demandé à Corridori de placer un pétard explosif dans la prothèse de bras - une solution qui a apparemment satisfait Argento.

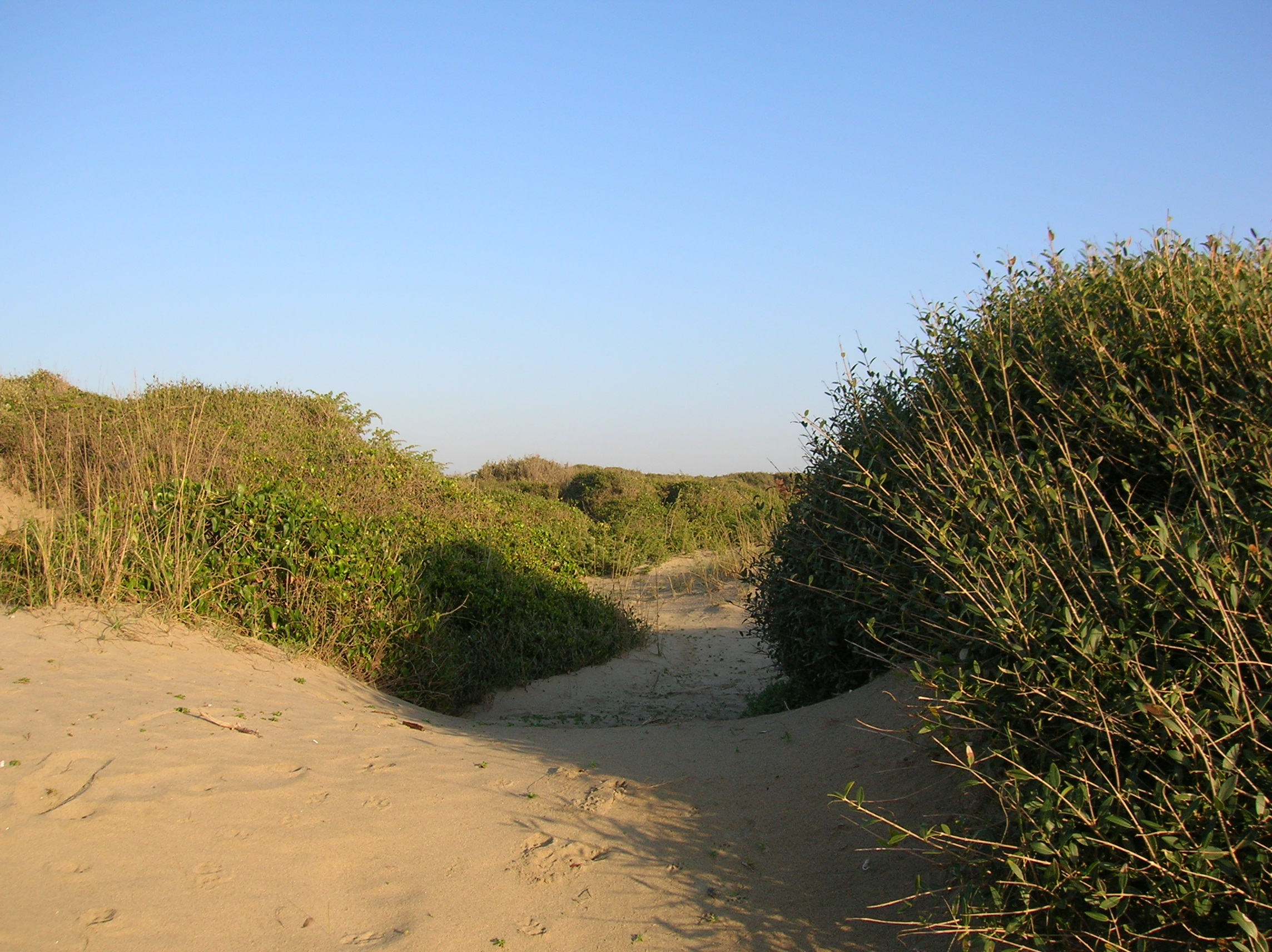
La première scène de flash-back se déroule dans les dunes de Capocotta.

La majeure partie du film, tourné à Rome, se déroule en plein jour où dans des pièces éclairées. Exception faite de la scène de fin et de quelques scènes de nuit, le film baigne dans une lumière à la fois claire et froide qui imprègne la totalité des lieux. L'éclairage et le jeu de caméra utilisés dans Possession d'Andrzej Żuławski (1981) ont considérablement influencé les choix esthétiques de Ténèbres. Bien que le titre du film évoque l'obscurité ou l'ombre, Argento demanda à son directeur de la photographie, Luciano Tovoli, d'utiliser pour le tournage une lumière aussi intense que possible. L'intention exprimée par Argento quant à ce choix de lumière réside dans une tentative de s'approcher au maximum de « l'éclairage réaliste » présent dans les téléfilms policiers. Le réalisateur a expliqué qu'il adoptait « un style de photographie moderne, s'écartant délibérément des atmosphères sombres et lugubres de la tradition du cinéma expressionniste allemand auquel les films d'horreur se sont toujours référés ». À cet égard, la scène du meurtre du personnage joué par John Saxon, tournée en plein jour sur une place ensoleillée bondée de passants, est emblématique. Il ajoute : « La lumière d'aujourd'hui est celle des néons, des phares et des flashs omniprésents... l'idée même de filmer les ténèbres m'a semblé ridicule, voire pire, trop rassurante [pour un giallo] ». Argento a filmé des rues et des magasins à moitié vides là où il le pouvait, afin de refléter un cadre futuriste où une catastrophe a considérablement réduit la population de sa ville imaginaire. Tovoli a utilisé la pellicule Kodak 5247 (sensibilité ISO 125) pour les scènes de jour, et la Kodak 5293 (ISO 250) pour les tournages de nuit. Tovoli a ensuite choisi de filmer avec une sensibilité ISO 300 de jour comme de nuit pour assurer une surexposition contrôlée du négatif pendant le tournage, au profit d'un sous-développement en laboratoire et d'une moindre perte de couleurs. L'objectif final était que les images soient « cristallines » et que les scènes de nuit soient inondées de lumière. D'après Olivier Père, Tovoli « nimbe le film d’une lumière blanche et clinique qui délaisse les zones d’ombres du cinéma d’horreur pour au contraire tout montrer ».

#### Plan grue
Gracey qualifie la phototographie du film de « rien moins que stupéfiante » et cite un exemple particulier qui met en évidence la « passion d'Argento pour les prouesses techniques et les images à couper le souffle ». Influencé par l'avant-dernier plan de Profession : reporter (1975) de Michelangelo Antonioni, dont Tovoli avait également été le chef opérateur, l'une des principales scènes de Ténèbres est le meurtre du couple de lesbiennes. Pour introduire la scène, Argento et Tovoli ont utilisé une grue Louma pour filmer un travelling de plusieurs minutes. En raison de son extrême longueur, ce travelling s'est avéré être la partie la plus difficile et la plus complexe de la production : il a nécessité la construction d'un dédale d'échafaudages autour de la maison. Argento a capturé toutes les images dont il avait besoin en deux prises, mais a insisté pour en filmer dix autres. La scène, qui dure deux minutes et demie à l'écran, a nécessité trois jours de tournage. C'était la première fois que la grue Louma était utilisée dans une production italienne ; la grue elle-même a dû être importée de France. Selon Gracey, la caméra fait de la « gymnastique aérienne », escaladant la maison des victimes en « une seule prise, passant par les murs, les toits, et regardant à travers les fenêtres, dans un mouvement qui expose sans effort la violabilité d'une maison apparemment inviolable ». Newman et Jones ont déclaré que, bien que ce type de plan à l'aide de bras tubulaires soit devenu courant par la suite, il était à l'époque « véritablement révolutionnaire » de par la façon dont la caméra semblait ramper sur les murs et monter dans le bâtiment, et qu'au contraire des premiers gialli du réalisateur où les plans subjectifs suggéraient qu'on épousait le point de vue du tueur, dans cette scène, aucun être humain ne pourrait faire le trajet qu'accomplit les mouvements de la caméra, et donc le point de vue dans cette scène n'est pas à proprement parler humain mais insolite, décalé. Patrick McAllister de Scifilm a déclaré que la séquence devait être considérée comme « l'un des moments les plus mémorables du cinéma ». Selon McAllister, le distributeur de Ténèbres a supplié Argento de couper ce plan parce qu'il était « dénué de sens ». Newman et Jones sont convenus que le plan n'ajoutait rien à l'intrigue du film, mais ils ont estimé qu'il était « splendidement dénué de sens ».

### Bande originale
Argento avait choisi le groupe de rock italien Goblin pour la composition musicale de ses deux films précédents, Les Frissons de l'angoisse en 1975 et Suspiria en 1977. Le groupe s'était séparé en 1980, mais trois de ses membres - Claudio Simonetti, Fabio Pignatelli et Massimo Morante (guitare électrique et acoustique) - se sont réunis à la demande d'Argento pour travailler sur la bande originale de Ténèbres. Le résultat de cette collaboration sera crédité « Simonetti-Pignatelli-Morante ». En 2007 la bande originale a été reprise par le groupe français Justice pour ses deux Phantom : le Phantom PtI et Phantom PtII.

## Exploitation
Ténèbres bénéficie d'une large exploitation en salles en Italie et en Europe continentale, ce dont Argento avait grand besoin après avoir souffert de problèmes de distribution majeurs avec son film précédent, Inferno. Sorti le 27 octobre 1982, Ténèbres connaît un bon succès de billetterie en Italie, se classant 16e au box-office Italie 1982-1983 ou 17e selon la Società Italiana degli Autori ed Editori (SIAE), mais il n'a pas obtenu d'aussi bons résultats que certains des films précédents d'Argento (Suspiria était 11e du box-office Italie 1976-1977, Les Frissons de l'angoisse était 9e du box-office Italie 1974-1975, Le Chat à neuf queues 8e du box-office Italie 1970-1971). En Italie, Ténèbres est assorti d'une interdiction aux moins de 18 ans. Argento avait souhaité une interdiction -14, à la fois pour attirer un public plus jeune et pour augmenter les chances de succès commercial du film. Ténèbres comporte des scènes d'homosexualité féminine, la perception de l'homosexualité en Italie étant assez conservatrice à l'époque. Argento a déclaré qu'il voulait « raconter ce sujet librement et de manière ouverte, sans interférence ni honte ». L'interdition aux moins de 18 ans l'a contrarié, car il pensait qu'elle était due aux scènes lesbiennes plutôt qu'à la violence du film.
Pourtant, avec un meurtre toutes les dix minutes en moyenne, Ténèbres est l'un des films les plus violents d'Argento. L'une des scènes les plus excessivement violentes du film met en scène la mort de l'ex-femme de Neal, Jane (interprétée par Veronica Lario). Cette scène est celle qui a le plus souffert des coupes lors de la première sortie du film en Italie. La scène originale montrait le bras de Jane sectionné au niveau du coude ; le sang giclait de la blessure sur les murs blancs jusqu'à ce que le personnage tombe au sol. Dans le premier passage télévisuel du film qui a lieu en mars 1986 sur le réseau Fininvest, la séquence a été censurée afin d'abaisser l'interdiction de visionnage de moins de 18 ans à moins de 14 ans. C'est alors Argento lui-même qui a montré la scène dans l'émission Giallo, sur Rai 2, à l'automne 1987. Après un va-et-vient entre Argento et la Commissione per la classificazione delle opere cinematografiche (à l'époque un comité de juges), la scène a d'abord été coupée pour passer d'une « immense » giclée à une petite, puis à une plus petite encore. Pour les diffusions télévisées, la scène est presque totalement censurée dans les années 1990, lorsque Lario a épousé le futur Premier ministre italien Silvio Berlusconi. Selon Alan Jones, Berlusconi « ne voulait pas que le public voie [Lario] aussi sauvagement assassinée, même si c'était dans un film réalisé par le plus grand spécialiste de l'épouvante de son pays ». Pendant quelques années, il a été impossible de voir légalement la version non censurée du film en Italie, les copies ayant été retirées des ventes. Une version DVD avec la scène entièrement restaurée est mise en vente plusieurs années plus tard.
En France, le film enregistre 172 230 entrées, ce qui représente le troisième meilleur succès d'Argento dans ce pays après Suspiria avec 310 381 et Inferno avec 214 262.
En Espagne, il enregistre 164 612 entrées, ce qui représente un résultat mitigé, moins performant que celui de Démons (203 346 entrées) qui sortira trois ans plus tard, et bien moins que les deux premiers films de la trilogie animalière qui dépassaient le million d'entrées dans les années 1970.
En Allemagne de l'Ouest, le film a été distribué en salle le 11 octobre 1984 sous le titre Tenebrae - Ein Film wie ein Axthieb. En vidéo, le film est sorti en 1985 dans une copie de 91 minutes. Pourtant, cette vidéo a été indexée en 1987 par la Bundesprüfstelle für jugendgefährdende Medien (de) et retirée de la vente dans toute l'Allemagne,. L'indexation et la saisie ont été levées le 26 juin 2022.
Au Royaume-Uni, le film a été raccourci pour sa sortie en salle de 5 secondes pour « violence sexuelle », selon les termes de la British Board of Film Classification (BBFC), l'organisme britannique chargé de la classification et de la censure des films. Il fit plus tard partie des 39 vidéos interdites et bannies des vidéo-clubs lors de la loi du Video Recordings Act, en 1984. Cette interdiction perdura jusqu'en 1999, date à laquelle le film pu être redistribué dans les vidéo-clubs, avec cependant une amputation d'une seconde du film, en plus des 5 secondes censurées par le BBFC. En 2003, le BBFC reclassa le film et autorisa sa diffusion sans aucune coupe.
Aux États-Unis, le film n'a pas eu le même écho. Il n'est pas sorti en salle jusqu'en 1984, lorsque Bedford Entertainment a décidé de sortir une version du film expurgée, intitulée Unsane. Cette version est environ 10 minutes plus courte que la version européenne, et toutes ses scènes de violences ont été amputées, si bien que celles-ci sont bien souvent incompréhensibles. En outre, certaines scènes aidant à la compréhension des personnages et de leurs relations ont été enlevées, rendant le film difficile à suivre. De façon prévisible, cette version de Ténèbres ne reçut presque exclusivement que des critiques négatives.